# Bôn đá

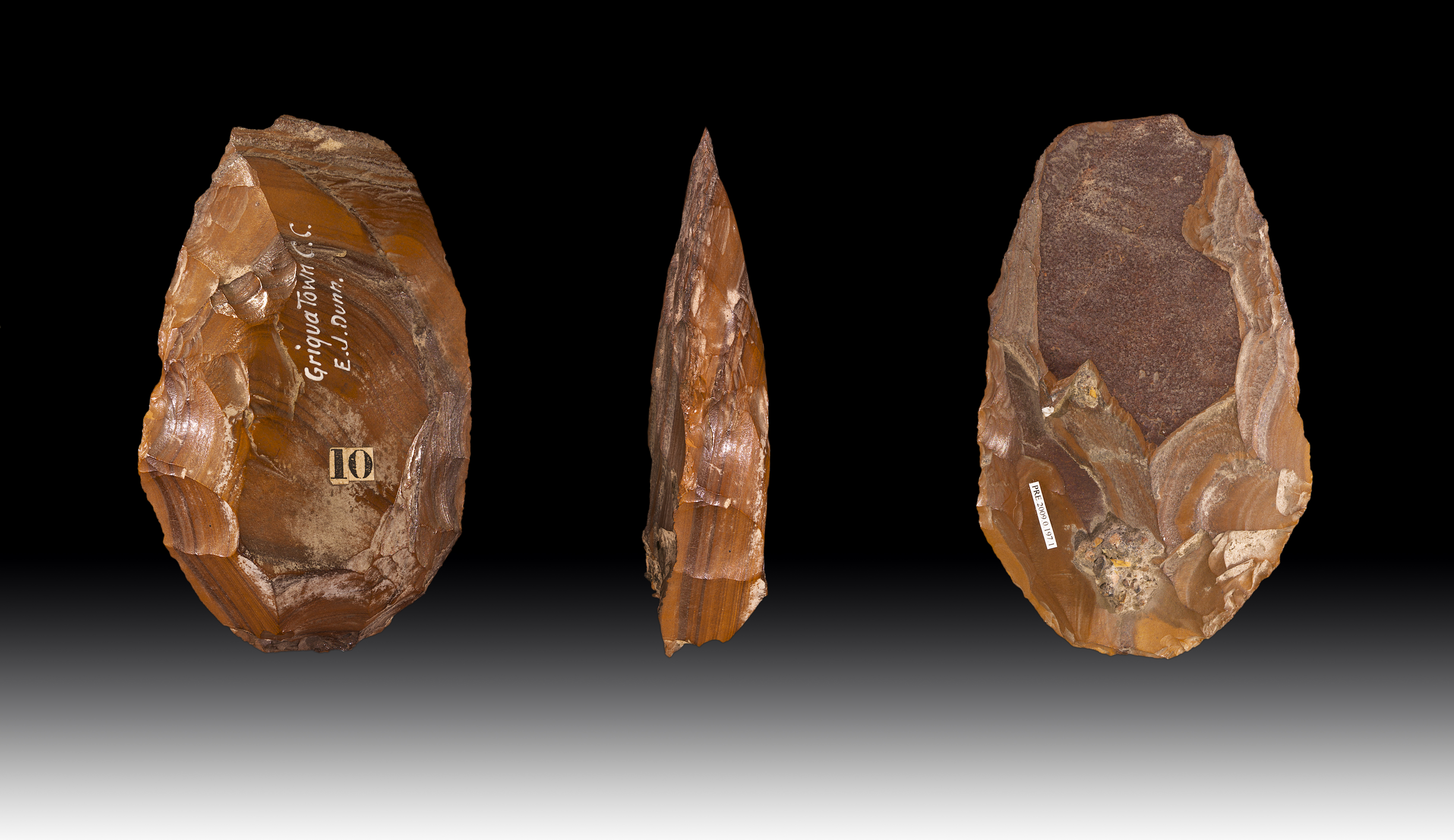
Bôn đá lửa khai quật từ Griekwastad, Bắc Cape, Nam Phi

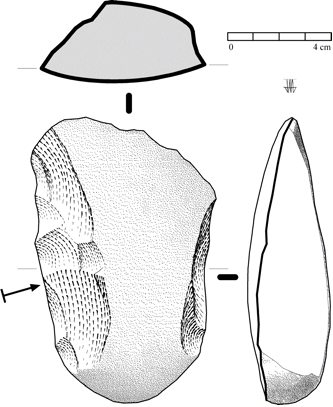
Sơ đồ một cái bôn nhìn theo ba phía

Trong khảo cổ học, bôn đá hay bôn tay (tiếng Anh: cleaver) là một kiểu công cụ bằng đá ghè hai mặt được chế tác vào thời kỳ đá cũ sớm.

## Phụ chú
1. ↑  "Bôn" (Hán tự: 錛) vốn dĩ là một từ Hán-Việt mang nghĩa cây rìu hoặc chỉ hành động đẽo.[2]